# Ed, Edd n Eddy: Jawbreakers!
Ed, Edd n Eddy: Jawbreakers! es un videojuego de desplazamiento lateral 2D desarrollado por Climax Group y distribuido por BAM! Entertainment, con la distribución europea manejada por Acclaim Entertainment. Fue lanzado exclusivamente para la Game Boy Advance el 25 de marzo de 2003. Basado en la serie animada de televisión de Cartoon Network Ed, Edd n Eddy, el juego refleja la búsqueda de Ed, Edd y Eddy por conseguir dinero para comprar caramelos. La jugabilidad es similar a aquella de The Lost Vikings.
Jawbreakers! recibió reseñas pobres en su mayoría de parte de los críticos tras su lanzamiento. Cartoon Network lanzaría posteriormente dos juegos más basados en la serie animada: Ed, Edd n Eddy: The Mis-Edventures en 2005 para Game Boy Advance, GameCube, Microsoft Windows, PlayStation 2 y Xbox, y Ed, Edd n Eddy: Scam of the Century para Nintendo DS en 2007.

## Jugabilidad
Los jugadores controlarán a los Eds, los protagonistas de la serie, que deberán recolectar boletos de una rifa por una dotación de por vida de caramelos. Ed, Edd (apodado Doble D) y Eddy usarán medios ingeniosos para conseguir dinero, resolver puzles físicos, interactuar con los chicos del vecindario, y encontrar objetos escondidos a lo largo de 29 niveles. Ed puede dar cabezazos; Doble D puede usar una gomera o una llave inglesa para activar interruptores sensibles al contexto; y Eddy puede usar la rueda hipnotizadora o el jetpack. Los jugadores solo pueden controlar a un Ed a la vez, cada uno con sus propias fortalezas y debilidades, pero pueden rotar dinámicamente entre los tres personajes principales. Algunos de los niveles cuentan con cinemáticas al comienzo y al final.

## Lanzamiento
El 21 de junio de 2002, Crave Entertainment anunció que había adquirido los derechos para crear un videojuego de Ed, Edd n Eddy, el cual lo estaban desarrollando para Game Boy Advance. Contando con personajes de la serie en una trama acerca de una dotación de caramelos de por vida junto con cinemáticas animadas, el anuncio del juego incluyó una fecha de lanzamiento tentativa de fines de 2002. El 3 de abril de 2003, BAM! Entertainment anunció que envió copias de Jawbreakers! a las tiendas.

## Recepción
Ed, Edd n Eddy: Jawbreakers! recibió «reseñas generalmente desfavorables» según el sitio web agregador de reseñas Metacritic, el cual lo puntuó 49 de 100 según cinco reseñas. Craig Harris de IGN criticó la carencia de un tutorial en el juego, al igual que el ritmo del juego por estar basado en The Lost Vikings, cuyo port de Game Boy Advance fue lanzado una semana antes que el lanzamiento de Jawbreakers!. Otros se quejaron de la falta de indicaciones como el tiempo límite necesario para completar los niveles. La reseña de la revista Nintendo Power señaló que «como los personajes avanzan de forma inusual, el movimiento puede ser lento e impredecible».